# 麦珠子
麦珠子（学名：Alphitonia philippinensis）为鼠李科麦珠子属下的一个种。